# Intel I/O Controller Hub
Контроллер (хаб) концентратора ввода-вывода (англ. I/O Controller Hub, ICH) — компонент технологии Intel Hub Architecture.
Также в некоторых источниках называется южный мост (англ. Southbridge).

## История появления
В 1999 году, с началом выпуска чипсета i810, было объявлено о запуске хабовой архитектуры (англ. Intel Hub Architecture, IHA) в виде контроллера (хаба) концентратора ввода-вывода (англ. I/O Controller Hub, ICH), через 266 МБ/с скоростную шину подключенного к концентратору (хабу) контроллера памяти (англ. Memory Controller Hub, МСН). Позднее, с выходом чипсетов со встроенной графикой, MCH таких чипсетов был переименован в GMCH (англ. Chipset Graphics and Memory Controller Hub).
Intel Hub Interface 2.0 был объявлен с выпуском чипсетов серверной E7xxx серии.
Начиная с ICH6 хабовый интерфейс был заменён на Direct Media Interface, со скоростью обмена 10 Гбит/с в полнодуплексном режиме.
В совокупности с северными мостами Intel, входили в состав чипсетов:
- ICH: i810, i820, i840, i815
- ICH0: i810, i815
- ICH2: i815, i845, i850, i860
- ICH3: i830
- ICH4: i845, E7205, E7505
- ICH5: i848, i865, i875
- ICH6: i910, i915, i925
- ICH7: i945, i946, i955, i975, G31, G41
- ICH8: G965, P965, Q965, G35
- ICH9: G33, Q33, Q35, X38, P35, X48
- ICH10: P43, P45, X58, G45, Q45

В 2008 году Intel вводит новую концепцию системного контроллера (англ. Platform Controller Hub, PCH), начиная с 5-й серии чипсетов Ibex Peak (BD82P55 - P55, BD82Q57 - Q57, BD82H57 - H57, P55 и BD82H55 - H55 для настольных компьютеров; BD3400, BD3420 и BD3450 для серверов и BD82PM55 - PM55, BD82QM57 - QM57, BD82HM55 - HM55, BD82HM57 - HM57, BD82QS57 - QS57 для мобильных компьютеров) .
| - BD3400 (PCH 3400) Server - BD3420 (PCH 3420) Server - BD3450 (PCH 3450) Server | - BD82P55 (PCH P55) Desktop Base - BD82H55 (PCH H55) Desktop Home - BD82H57 (PCH H57) Desktop Home - BD82Q57 (PCH Q57) Desktop Office | - BD82PM55 (PCH PM55) Mobile Base - BD82HM55 (PCH HM55) Mobile Home - BD82HM57 (PCH HM57) Mobile Home - BD82QM57 (PCH QM57) Mobile Office - BD82QS57 (PCH QS57) Mobile SFF |

Большая часть функций северного моста и часть южного моста перешла непосредственно в процессор, тем самым удалось сократить чипсет до двух микросхем (включая процессор, который выполняет роль контроллера памяти и прочие функции северного моста). 

## ICH/ICH0

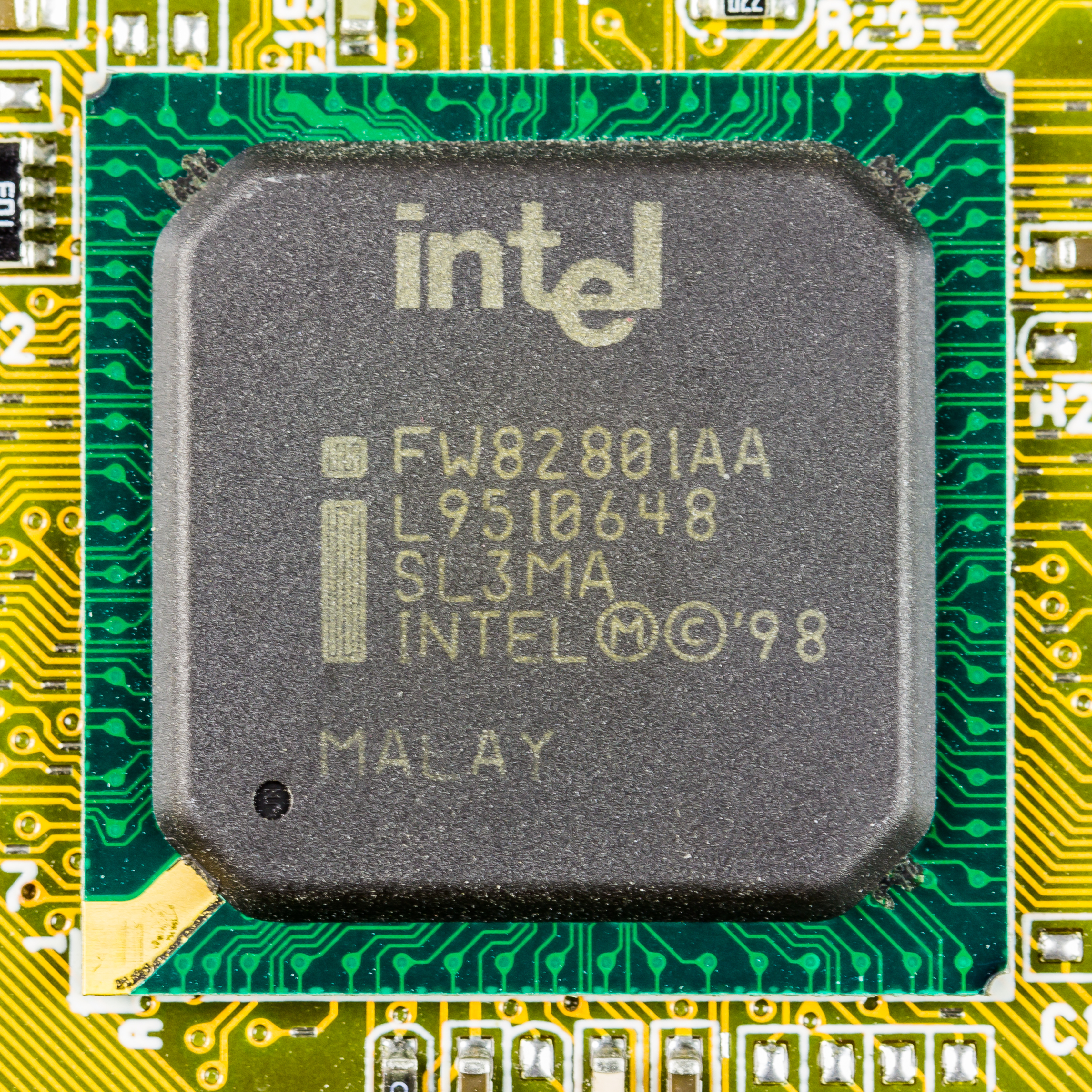
ICH 82801AA

ICH «первого семейства» i82801AA (ICH) был представлен в июне 1999 года с выходом чипсета i810. В отличие от своего предшественника, PIIX который был связан с северным мостом через внутреннюю шину PCI со скоростью передачи данных 133 МБ/с, ICH с северным мостом связал восьмибитный фирменный интерфейс (так называемый Intel Hub Interface) со скоростью передачи данных в 266 МБ/с.
В отличие от i82801AA, в последующем за ним i82801AB (ICH0), не была реализована функция «Alert on LAN».
| ICH         |
| Part Number |
| ATA         |
| SATA        |
| RAID Level  |
| USB         |
| PCI         |
| ----------- |

| ICH                     |
| ----------------------- |
| 82801AA                 |
| UDMA 66/33              |
| Нет                     |
| Нет                     |
| Rev 1.1, 2 порта        |
| Rev 2.2, 6 PCI разъёмов |

| ICH0                   |
| ---------------------- |
| 82801AB                |
| UDMA 33                |
| Нет                    |
| Нет                    |
| Rev 1.1, 2 порта       |
| Rev 2.2, 4 PCI разъёма |

## ICH2
ICH «второго семейства»: i82801BA (ICH2) и i82801BAM (ICH2-M)
В начале 2000 года Intel потерпела значительное поражение на рынке, связанное с запуском чипсета i82820 (i820). Клиенты не были готовы платить настолько высокие цены за RDRAM и покупали материнские платы либо на i810 либо на i440BX. Для восстановления положения на рынке Intel пришлось спешно разрабатывать и запускать чипсет i82815 (i815) который поддерживал память типа PC-133 SDRAM и стал для Intel средством, позволившим восстановить свои позиции в сегменте среднего класса.
Новый ICH1 был выпущен в корпусе с 360 выводами под названием ICH2. Кроме i82815, ICH2 также мог быть использован с чипсетом i82850, который, как и предшествующий i82820, необходим для использования RDRAM и поддержки процессора Pentium 4.
В состав ICH2 впервые вошёл чип Fast Ethernet (i82559), который был интегрирован в южный мост и зависел от внешнего чипа PHY.
Для интерфейса PATA удалось поднять скорость обмена до ATA/100; вдвое (до четырех) увеличилось количество подключений по USB.
Интегрированный звуковой контроллер AC'97 получил поддержку шестиканального звука.
| ICH 2 семейства |
| Part Number     |
| ATA             |
| SATA            |
| RAID Level      |
| USB             |
| PCI             |
| --------------- |

| ICH2                    |
| ----------------------- |
| 82801BA                 |
| UDMA 100/66/33          |
| Нет                     |
| Нет                     |
| Rev 1.1, 4 порта        |
| Rev 2.2, 6 PCI разъёмов |

|  |

| ICH2-M                 |
| ---------------------- |
| 82801BAM               |
| UDMA 100/66/33         |
| Нет                    |
| Нет                    |
| Rev 1.1, 2 порта       |
| Rev 2.2, 2 PCI разъёма |

## ICH3
ICH «третьего семейства»: i82801CA (ICH3 или ICH3-S) и i82801CAM (ICH3-M).
В 2001 году Intel начала выпуск ICH3 (в корпусе с 421 выводом), который был доступен в двух версиях: 
1. версия для создания сервера, ICH3-S (Server), который был предназначен для совместной работы с северным мостом E7501,
2. мобильная версия, ICH3-М (Mobile), которая работал с чипсетами i830 и i845.

Версия для настольных материнских плат (англ. desktop motherboards) не выпускалась.
По сравнению с ICH2, изменения ограничились: 
- PATA контроллер поддерживал «собственный режим» (англ. Native Mode)
- была реализована поддержка до шести устройств USB версии 1.1;
- была реализована поддержка шины SMBus 2.0
- была реализована поддержка новейшей на тот момент версии SpeedStep, что позволило выключать во время работы энергосберегающие устройства.

| ICH 3 семейства |
| Part Number     |
| ATA             |
| SATA            |
| RAID Level      |
| USB             |
| PCI             |
| --------------- |

| ICH3-S                  |
| ----------------------- |
| 82801CA                 |
| UDMA 100/66/33          |
| Нет                     |
| Нет                     |
| Rev 1.1, 6 портов       |
| Rev 2.2, 6 PCI разъёмов |

| ICH3-M                 |
| ---------------------- |
| 82801CAM               |
| UDMA 100/66/33         |
| Нет                    |
| Нет                    |
| Rev 1.1, 2 порта       |
| Rev 2.2, 2 PCI разъёма |

## ICH4
ICH «четвёртого семейства»: i82801DB (ICH4 Base) и i82801DBM (ICH4-M Base Mobile).
Выпущен в 2002 году. Самым важным нововведением стала поддержка USB 2.0 на всех шести портах. Поддержка звука был улучшена и соответствовала новейшей версии 2.3 спецификации AC'97. Как и в предыдущем поколении, чип ICH4 выпускался в корпусе с 421 выводом.
| ICH 4 семейства |
| Part Number     |
| ATA             |
| SATA            |
| RAID Level      |
| USB             |
| PCI             |
| --------------- |

| ICH4                    |
| ----------------------- |
| 82801DB                 |
| UDMA 100/66/33          |
| Нет                     |
| Нет                     |
| Rev 2.0, 6 портов       |
| Rev 2.2, 6 PCI разъёмов |

|  |

| ICH4-M                 |
| ---------------------- |
| 82801DBM               |
| UDMA 100/66/33         |
| Нет                    |
| Нет                    |
| Rev 2.0, 4 порта       |
| Rev 2.2, 3 PCI разъёма |

|  |

## ICH5
ICH «пятого семейства»: i82801E (C-ICH Communications), i82801EB (ICH5 Base), i82801ER (ICH5R RAID), i82801EBM (ICH5-M Base Mobile) и i6300ESB (ESB Enterprise Southbridge).
Выпущенный в 2003 году, ICH5 (корпус чипа имел 460 выводов) позволял создать вычислительную систему в сочетании с южными мостами чипсетов i865 и i875. В чип был интегрирован хост-контроллер SATA. Вариант ICH5R дополнительно поддерживается RAID 0 на портах SATA.  Стали доступны восемь портов USB версии 2.0. Чип имел полную поддержку ACPI 2.0.
Существующий без изменений еще с 1999 года интерфейс концентратора со скоростью обмена 266 МБ/с мог стать узким местом. В новом поколении чипов, Intel предложила дополнительный порт для контроллера Gigabit Ethernet, непосредственно подключаемый к MCH.
Цель этой технологии, CSA, заключалась в том, чтобы уменьшить задержки для Gigabit Ethernet путём организации прямого доступа к памяти, чтобы освободить полосу пропускания хабового интерфейса для обмена между ICH и MCH для трафика жесткого диска и устройств подключенных к шине PCI.
С середины 2004 года ряд крупных производителей материнских плат отметил повышенный уровень жалоб клиентов на платы, оснащенные ICH5. Причиной стали проблемы с устойчивостью к электростатическому разряду ICH5 некоторых степпингов.
В частности, при подключении к шине USB устройств через разъёмы на передний панели корпуса, чип ICH «убивался» разрядами статического электричества. Intel оперативно отреагировала на создавшуюся проблему путём отгрузки ICH5 с повышенной устойчивостью. Эффективные превентивные меры защиты по портам USB являются трудными и дорогостоящим, так как они могут ухудшить качество сигнала сигналов высокоскоростного USB 2.0. Многие производители материнских плат по экономическим соображениям самостоятельно предприняли необходимые меры безопасности высокого качества для разъемов на передней панели.
| ICH 5 семейства |
| Part Number     |
| ATA             |
| SATA            |
| RAID Level      |
| USB             |
| PCI             |
| --------------- |

| ICH5                    |
| ----------------------- |
| 82801EB                 |
| UDMA 100/66/33          |
| SATA 1.5 ГБ/с, 2 порта  |
| Нет                     |
| Rev 2.0, 6 портов       |
| Rev 2.3, 6 PCI разъёмов |

|  |

| ICH5R                   |
| ----------------------- |
| 82801ER                 |
| UDMA 100/66/33          |
| SATA 1.5 ГБ/с, 2 порта  |
| RAID0, RAID1            |
| Rev 2.0, 6 портов       |
| Rev 2.3, 6 PCI разъёмов |

| ICH5-M                  |
| ----------------------- |
| 82801EBM                |
| UDMA 100/66/33          |
| Нет                     |
| Нет                     |
| Rev 2.0, 4 порта        |
| Rev 2.3, 4 PCI разъёмов |

| 6300ESB                                                               |
| --------------------------------------------------------------------- |
| 6300ESB                                                               |
| UDMA 100/66/33                                                        |
| SATA 1.5 ГБ/с, 2 порта                                                |
| RAID0, RAID1                                                          |
| Rev 2.0, 4 порта                                                      |
| Rev 2.2, 4 PCI разъёма, Rev 1.0, 2 PCI-X разъёма + 2 PCI-X устройства |

## ICH6
ICH «шестого семейства»:  82801FB (ICH6 Base), 82801FR (ICH6R RAID), 82801FBM (ICH6M Base Mobile), 6311ESB (ESB2 Enterprise Southbridge), 6321ESB (ESB2 Enterprise Southbridge with integrated LAN for embedded).
ICH6 вошёл в первый чипсет с поддержкой PCI Express.
Хабовый интерфейс был заменён на Direct Media Interface, со скоростью обмена 10 Гбит/с в полнодуплексном режиме.
Звуковая подсистема чипсета теперь соответствовала новому стандарту, Intel High Definition Audio. Тем не менее, AC'97 и шина PCI (спецификации 2.3) продолжали поддерживаться чипсетом штатно.
Сетевой интерфейс, интегрированный в чип — Ethernet 10/100.
Количество портов SATA в серверных версиях увеличено на два; количество портов PATA сокращено до единственного.
Вариант ICH6R поддерживал RAID в режимах 0, 1, 0+1 и поддерживался специально разрабатываемой Intel технологией «Matrix RAID».
Версии ICH6R и ICH6-M имели поддержку AHCI SATA со стороны контроллера чипсета.
Первоначально, Intel планировала вывести на рынок дополнительные два варианта, под названиями ICH6W и ICH6RW, которые должны были содержать программно реализованную точку доступа для беспроводной локальной сети. Информация о выпуске этих чипов была опубликована, но из документации ссылки были убраны с января 2005 года.
Поддержка шести портов для устройств шины USB версии 2.0 реализована посредством интегрированного контроллера (англ. Enhanced Host Controller Interface, EHCI); также ICH6 содержит (англ. Universal Host Controller Interface, UHCI)
Корпус размером 31×31 мм — mBGA со 609 выводами.
| ICH 6 семейства |
| Part Number     |
| ATA             |
| SATA            |
| RAID Level      |
| USB             |
| PCI             |
| --------------- |

| ICH6 Base              |
| ---------------------- |
| 82801FB                |
| UDMA 100/66/33         |
| SATA 1,5 ГБ/с, 4 порта |
| RAID0, RAID1           |
| Rev 2.0, 8 портов      |
| Rev 2.3, 4 PCI разъёма |

| ICH6R RAID             |
| ---------------------- |
| 82801FR                |
| UDMA 100/66/33         |
| SATA 1,5 ГБ/с, 4 порта |
| Да                     |
| Rev 2.0, 8 портов      |
| Rev 2.3,               |

| ICH6M Base Mobile       |
| ----------------------- |
| 82801FBM                |
| UDMA 100/66/33          |
| SATA 1.5 ГБ/с, 2 порта  |
| Нет                     |
| Rev 2.0, 8 портов       |
| Rev 2.3, 7 PCI разъёмов |

|  |

| ESB2 Enterprise Southbridge |
| --------------------------- |
| 6311ESB                     |
| UDMA 100/66/33              |
| SATA 1.5 ГБ/с, 2 порта      |
|                             |
| Rev 2.0, 8 портов           |
| Rev 2.3,                    |

| ESB2 Enterprise Southbridge with integrated LAN for embedded |
| ------------------------------------------------------------ |
| 6321ESB                                                      |
| UDMA 100/66/33                                               |
| SATA 1.5 ГБ/с, 2 порта                                       |
|                                                              |
| Rev 2.0, 8 портов                                            |
| Rev 2.3,                                                     |

## ICH7
ICH «седьмого семейства»: 82801GB (ICH7 Base), 82801GR (ICH7R RAID), 82801GDH (ICH7DH Digital Home), 82801GBM (ICH7M Mobile), 82801GHM (ICH7M DH Mobile Digital Home) и PC82801GU (ICH7-U Ultra-mobile).
ICH7 начали выпускаться с середины 2005 года вместе с новым чипсетом высокого класса MCH Intel i955X. Два дополнительных порта PCI Express х 1, ускоренный контроллер SATA скоростью передачи данных до 300 МБ/с (в мобильной версии эта возможность отключена), а также была добавлена поддержка технологии Intel «Active Management Technology».
Только версии ICH7DH, ICH7R, ICH7-M и ICH7-M DH имеют поддержку AHCI. Версии ICH7 (Base) и ICH7-U (Ultra-mobile) не поддерживают AHCI.
| ICH 7 семейства |
| Part Number     |
| ATA             |
| SATA            |
| RAID            |
| USB             |
| PCI             |
| --------------- |

| ICH7 Base               |
| ----------------------- |
| 82801GB                 |
| UDMA 100/66/33          |
| SATA 3,0 Гб/с, 4 порта  |
| Нет                     |
| Rev 2.0, 8 портов       |
| Rev 2.3, шесть разъёмов |

| ICH7R RAID                   |
| ---------------------------- |
| 82801GR                      |
| UDMA 100/66/33               |
| SATA 3,0 Гб/с, 4 порта       |
| RAID0/1/5/10, Matrix Storage |
| Rev 2.0, 8 портов            |
| Rev 2.3, шесть разъёмов      |

|  |

| ICH7DH Digital Home          |
| ---------------------------- |
| 82801GDH                     |
| UDMA 100/66/33               |
| SATA 3,0 Гб/с, 2 порта       |
| RAID0/1/5/10, Matrix Storage |
| Rev 2.0, 8 портов            |
| Rev 2.3, шесть разъёмов      |

| ICH7M Mobile            |
| ----------------------- |
| 82801GBM                |
| UDMA 100/66/33          |
| SATA 1,5 Гб/с, 2 порта  |
| Нет                     |
| Rev 2.0, 8 портов       |
| Rev 2.3, шесть разъёмов |

| ICH7M DH Mobile Digital Home |
| ---------------------------- |
| 82801GHM                     |
| UDMA 100/66/33               |
| SATA 1,5 Гб/с, 4 порта       |
| RAID0/1                      |
| Rev 2.0, 8 портов            |
| Rev 2.3, шесть разъёмов      |

| ICH7-U Ultra-mobile  |
| -------------------- |
| PC82801GU            |
| UDMA 100/66/33       |
| Нет                  |
|                      |
| Rev 2.0, 8 портов    |
| Rev 2.3, три разъёма |

## ICH8
ICH «восьмого семейства»: 82801HB (ICH8 Base), 82801HR (ICH8R RAID), 82801HH (ICH8DH Digital Home), 82801HO (ICH8DO Digital Office), 82801HM (ICH8M Mobile) и 82801HEM (ICH8EM Enhanced Mobile).
ICH8 выпускается в нескольких модификациях и является дополнением к MCH чипсета класса i965.
В ICH8 появилась поддержка гигабитного Ethernet и eSATA, зато отсутствует поддержка PATA (что не помешало производителям материнских плат реализовать поддержку PATA на своей продукции при помощи контроллеров сторонних фирм, таких как JMicron или Marvell).
| ICH8 Stepping | S-Spec | Маркировка на чипе | Примечание                |
| ------------- | ------ | ------------------ | ------------------------- |
| B0            | SL9MN  | NH82801HB          | 82801HB ICH8 Base         |
| B0            | SL9MK  | NH82801HR          | 82801HR ICH8R             |
| B0            | SL9ML  | NH82801HH          | 82801HH ICH8DH            |
| BO            | SL9MM  | NH82801HO          | 82801HO ICH8DO            |
| B1            | SLA5Q  | NH82801HBM         | 82801HBM ICH8M Base       |
| B1            | SLA5R  | NH82801HEM         | 82801HME ICH8M-E Enhanced |
| B2            | SLB9A  | NH82801HBM         | 82801HBM ICH8M Base       |
| B2            | SLB9B  | NH82801HEM         | 82801HEM ICH8M-E Enhanced |

| ICH 8 семейства |
| Part Number     |
| ATA             |
| SATA            |
| RAID Level      |
| USB             |
| PCI             |
| --------------- |

| ICH8 Base               |
| ----------------------- |
| 82801HB                 |
| Нет                     |
| SATA 3,0 ГБ/с, 6 портов |
| RAID0, RAID1            |
| Rev 2.0, 8 портов       |
| Rev 2.3, 6 PCI разъёмов |

| ICH8R RAID              |
| ----------------------- |
| 82801HR                 |
| Нет                     |
| SATA 3,0 ГБ/с, 6 портов |
| RAID0, RAID1            |
| Rev 2.0, 8 портов       |
| Rev 2.3, 6 PCI разъёмов |

| ICH8DH Digital Home     |
| ----------------------- |
| 82801HH                 |
| Нет                     |
| SATA 3,0 ГБ/с, 6 портов |
| RAID0, RAID1            |
| Rev 2.0, 8 портов       |
| Rev 2.3, 6 PCI разъёмов |

| (ICH8DO Digital Office  |
| ----------------------- |
| 82801HO                 |
| Нет                     |
| SATA 3,0 ГБ/с, 6 портов |
| RAID0, RAID1            |
| Rev 2.0, 8 портов       |
| Rev 2.3, 6 PCI разъёмов |

| ICH8M Mobile            |
| ----------------------- |
| 82801HM                 |
| Нет                     |
| SATA 3,0 ГБ/с, 6 портов |
| RAID0, RAID1            |
| Rev 2.0, 8 портов       |
| Rev 2.3, 6 PCI разъёмов |

| ICH8EM Enhanced Mobile  |
| ----------------------- |
| 82801HEM                |
| Нет                     |
| SATA 3,0 ГБ/с, 6 портов |
| RAID0, RAID1            |
| Rev 2.0, 8 портов       |
| Rev 2.3, 6 PCI разъёмов |

## ICH9
ICH «девятого семейства»: 82801IB (ICH9 Base официально не поддерживает ни AHCI ни RAID),  82801IR (ICH9R RAID с AHCI и поддержкой RAID), 82801IH (ICH9DH Digital Home с AHCI и без поддержки RAID), 82801IO (ICH9DO Digital Office с AHCI и поддержкой RAID), 82801IBM (ICH9M Base Mobile), 82801IEM (ICH9EM Enhanced Mobile), 82801IUX (ICH9M-SFF Ultra Mobile).
Выпуск начат в мае 2007 года в составе чипсета  P35 (Bearlake).
| ICH 9 семейства |
| Part Number     |
| ATA             |
| SATA            |
| RAID Level      |
| USB             |
| PCI             |
| --------------- |

| ICH9                    |
| ----------------------- |
| 82                      |
| Нет                     |
| SATA 3,0 ГБ/с, 4 порта  |
| RAID0, RAID1            |
| Rev 2.0, 12 портов      |
| Rev 2.3, 6 PCI разъёмов |

## ICH10
ICH «десятого семейства»: 82801JB (ICH10 Base), 82801JR (ICH10R RAID), 82801JH (ICH10D Digital Home) и 82801JO (ICH10DO Digital Office).
Выпуск начат в июне 2008 года совместно с чипсетом P45 (Eaglelake).
| ICH 10 семейства |
| Part Number      |
| ATA              |
| SATA             |
| RAID             |
| USB              |
| PCI              |
| ---------------- |

| ICH10 Base                    |
| ----------------------------- |
| 82801JB                       |
| Нет                           |
| SATA 3,0 ГБ/с, 6 портов, AHCI |
| Нет                           |
| Rev 2.0, 12 портов            |
| Rev 2.3, 6 PCI разъёмов       |

| ICH10 RAID                    |
| ----------------------------- |
| 82801JR                       |
| Нет                           |
| SATA 3,0 ГБ/с, 6 портов, AHCI |
| RAID0/1/5/10                  |
| Rev 2.0, 12 портов            |
| Rev 2.3, 6 PCI разъёмов       |

| ICH10 Digital Home            |
| ----------------------------- |
| 82801JH                       |
| Нет                           |
| SATA 3,0 ГБ/с, 6 портов, AHCI |
| Нет                           |
| Rev 2.0, 12 портов            |
| Rev 2.3, 6 PCI разъёмов       |

| ICH10 Digital Office          |
| ----------------------------- |
| 82801JO                       |
| Нет                           |
| SATA 3,0 ГБ/с, 6 портов, AHCI |
| RAID0/1/5/10                  |
| Rev 2.0, 12 портов            |
| Rev 2.3, 6 PCI разъёмов       |